# Frontenac (Kansas)
Frontenac es una ciudad ubicada en el de condado de Crawford en el estado estadounidense de Kansas. En el año 2010 tenía una población de 3437 habitantes y una densidad poblacional de 333,69 personas por km².

## Geografía
Frontenac se encuentra ubicada en las coordenadas 37°27′16″N 94°41′43″O / 37.45444, -94.69528 (37.454465, -94.695185).

## Demografía
Según la Oficina del Censo en 2000 los ingresos medios por hogar en la localidad eran de $33,558 y los ingresos medios por familia eran $42,214. Los hombres tenían unos ingresos medios de $30,474 frente a los $21,163 para las mujeres. La renta per cápita para la localidad era de $17,349. Alrededor del 7.7% de la población estaban por debajo del umbral de pobreza.